# Párizs kerületei

Párizs kerületei

Párizs 20 közigazgatási egységre (kerületre) van osztva.

## Története
Párizst először 1859-ben osztották fel kerületekre. Ekkor 12 volt belőlük.

## Kerületek
| ker.              | Megnevezés                         | Terület (ha) | Népesség  | Népesség  | Népesség  | Népesség  | Népsűrűség (fő./km²) | Népsűrűség (fő./km²) | Népsűrűség (fő./km²) | Népsűrűség (fő./km²) |
| ker.              | Megnevezés                         | Terület (ha) | 1872      | 1954      | 1999      | 2006      | 1872                 | 1954                 | 1999                 | 2006                 |
| ----------------- | ---------------------------------- | ------------ | --------- | --------- | --------- | --------- | -------------------- | -------------------- | -------------------- | -------------------- |
| I.                | Louvre                             | 183          | 74 286    | 38 926    | 16 888    | 17 745    | 40 593               | 21 271               | 9 228                | 9 697                |
| II.               | Bourse                             | 99           | 73 578    | 43 857    | 19 585    | 21 259    | 74 321               | 44 300               | 19 783               | 21 474               |
| III.              | Temple                             | 117          | 89 687    | 65 312    | 34 248    | 34 721    | 76 656               | 55 822               | 29 272               | 29 676               |
| IV.               | Hôtel-de-Ville                     | 160          | 95 003    | 66 621    | 30 675    | 29 138    | 59 377               | 41 638               | 19 172               | 18 211               |
| V.                | Panthéon                           | 254          | 96 689    | 106 443   | 58 849    | 61 475    | 38 067               | 41 907               | 23 169               | 24 203               |
| VI.               | Luxembourg                         | 215          | 90 288    | 88 200    | 44 919    | 45 278    | 41 994               | 41 023               | 20 893               | 21 060               |
| VII.              | Palais-Bourbon                     | 409          | 78 553    | 104 412   | 56 985    | 56 612    | 19 206               | 25 529               | 13 933               | 13 842               |
| VIII.             | Élysée                             | 388          | 75 796    | 80 827    | 39 314    | 39 088    | 19 535               | 20 832               | 10 132               | 10 074               |
| IX.               | Opéra                              | 218          | 103 767   | 102 287   | 55 838    | 58 497    | 47 600               | 46 921               | 25 614               | 26 833               |
| X.                | Enclos Saint-Laurent és Entrepôt   | 289          | 135 392   | 129 179   | 89 612    | 92 082    | 46 848               | 44 699               | 31 008               | 31 862               |
| XI.               | Popincourt                         | 367          | 167 393   | 200 440   | 149 102   | 152 436   | 45 611               | 54 616               | 40 627               | 41 536               |
| XII.              | Reuilly (kivéve bois de Vincennes) | 637          | 87 678    | 158 437   | 136 591   | 141 519   | 13 764               | 24 872               | 21 443               | 22 216               |
| XIII.             | Gobelins                           | 715          | 69 431    | 165 620   | 171 533   | 178 716   | 9 711                | 23 164               | 23 991               | 24 995               |
| XIV.              | Observatoire                       | 564          | 69 611    | 181 414   | 132 844   | 134 370   | 12 342               | 32 166               | 23 883               | 23 824               |
| XV.               | Vaugirard                          | 848          | 75 449    | 250 124   | 225 362   | 232 949   | 8 897                | 29 496               | 26 576               | 27 470               |
| XVI.              | Passy (kivéve bois de Boulogne)    | 791          | 43 332    | 214 042   | 161 773   | 153 920   | 5 478                | 27 060               | 20 452               | 19 459               |
| XVII.             | Batignolles-Monceau                | 567          | 101 804   | 231 987   | 160 860   | 161 327   | 17 955               | 40 915               | 28 370               | 28 453               |
| XVIII.            | Butte-Montmartre                   | 601          | 138 109   | 266 825   | 184 586   | 190 854   | 22 980               | 44 397               | 31 398               | 31 756               |
| XIX.              | Buttes-Chaumont                    | 679          | 93 174    | 155 028   | 172 730   | 186 180   | 13 722               | 22 832               | 25 454               | 27 420               |
| XX.               | Ménilmontant                       | 598          | 92 772    | 200 208   | 182 952   | 193 205   | 15 514               | 33 480               | 30 594               | 32 309               |
| Bois de Boulogne  | Bois de Boulogne                   | 846          |           |           |           |           |                      |                      |                      |                      |
| Bois de Vincennes | Bois de Vincennes                  | 995          |           |           |           |           |                      |                      |                      |                      |
| Párizs            | Párizs                             | 10 540       | 1 851 792 | 2 850 189 | 2 125 246 | 2 181 371 | 17 569               | 27 042               | 20 164               | 20 696               |

## Negyedek
A 20 kerület mindegyike további 4-4 negyedre van osztva.

## Fordítás
- Ez a szócikk részben vagy egészben  az   Arrondissement de Paris című francia Wikipédia-szócikk fordításán alapul.  Az eredeti cikk szerkesztőit annak laptörténete sorolja fel. Ez a jelzés csupán a megfogalmazás eredetét és a szerzői jogokat jelzi, nem szolgál a cikkben szereplő információk forrásmegjelöléseként.
- Ez a szócikk részben vagy egészben  az   Arrondissements de Paris című francia Wikipédia-szócikk fordításán alapul.  Az eredeti cikk szerkesztőit annak laptörténete sorolja fel. Ez a jelzés csupán a megfogalmazás eredetét és a szerzői jogokat jelzi, nem szolgál a cikkben szereplő információk forrásmegjelöléseként.